# ヤン・バクスター方程式

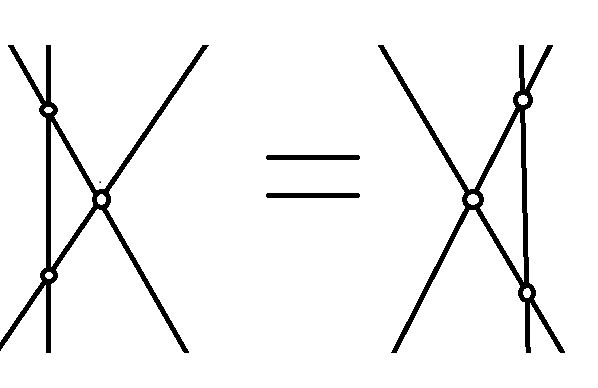
ヤン・バクスター方程式の図解

ヤン・バクスター方程式（ヤン・バクスターほうていしき、英語：Yang–Baxter equation、または星–三角関係、star–triangle relation）は、物理学における整合性方程式で、統計力学の分野で初めて導入された。この方程式は、散乱過程において粒子が運動量を保持しつつ量子内部状態を変化させる状況に基づいている。具体的には、3つの対象のうち2つに作用する行列{\displaystyle R}が以下の条件を満たす：
{\displaystyle ({\check {R}}\otimes \mathbf {1} )(\mathbf {1} \otimes {\check {R}})({\check {R}}\otimes \mathbf {1} )=(\mathbf {1} \otimes {\check {R}})({\check {R}}\otimes \mathbf {1} )(\mathbf {1} \otimes {\check {R}}),}
ここで、{\displaystyle {\check {R}}}は{\displaystyle R}に続けて2つの対象を交換（スワップ）する操作である。1次元の量子系では、{\displaystyle R}は散乱行列であり、ヤン・バクスター方程式を満たす場合、その系は可積分系となる。また、結び目理論やブレイド群において、{\displaystyle R}は2本の紐の交換に対応し、3本の紐を異なる方法で交換する2つの経路が等しいことを保証する。

## 歴史
ヤン・バクスター方程式は1964年のJ. B. McGuireと1967年のC. N. ヤンの研究に初めて現れた。彼らは、ポテンシャル{\displaystyle c\sum _{i<j}\delta (x_{i}-x_{j})}を持つ1次元の量子多体系をベーテ仮説を用いて解析し、散乱行列が2体問題に因数分解されることを発見した。ここで、ヤン・バクスター方程式は因数分解の整合性条件として現れる。
統計力学では、1944年のラース・オンサーガーのイジング模型解法で星–三角関係が言及されたことが起源とされる。その後、可解な格子模型の探索が進み、1972年にロドニー・バクスターが8頂点模型を解いたことで、ヤン・バクスター方程式の重要性が確立した。
2次元量子場理論の因数分解S行列の研究でも、Alexander B. Zamolodchikovがバクスターらの研究と同じ代数構造を指摘した。
1966年、アルギマンタス・ユーツィスのヤング対称化子に関する研究でも、ヤン・バクスター方程式が対称群の群環{\displaystyle \mathbb {C} [S_{n}]}に現れた。

## 一般形式

### パラメータ依存のヤン・バクスター方程式
単位的結合代数 {\displaystyle A}に対し、パラメータ依存のヤン・バクスター方程式は、{\displaystyle A\otimes A}の要素{\displaystyle R(u,u')}（{\displaystyle u,u'}は実数ℝまたは正の実数ℝ+を動くパラメータ）に関する方程式である。以下の代数準同型を定義する：
{\displaystyle \phi _{12}(a\otimes b)=a\otimes b\otimes 1,}
{\displaystyle \phi _{13}(a\otimes b)=a\otimes 1\otimes b,}
{\displaystyle \phi _{23}(a\otimes b)=1\otimes a\otimes b.}
ここで、{\displaystyle R_{ij}(u,u')=\phi _{ij}(R(u,u'))}（{\displaystyle 1\leq i<j\leq 3}）とすると、ヤン・バクスター方程式は以下の通り：
{\displaystyle R_{12}(u_{1},u_{2})R_{13}(u_{1},u_{3})R_{23}(u_{2},u_{3})=R_{23}(u_{2},u_{3})R_{13}(u_{1},u_{3})R_{12}(u_{1},u_{2}).}

### パラメータ非依存形式
パラメータに依存しない場合、{\displaystyle R}は{\displaystyle A\otimes A}の可逆要素であり、方程式は以下のようになる：
{\displaystyle R_{12}R_{13}R_{23}=R_{23}R_{13}R_{12},}
ここで、{\displaystyle R_{12}=\phi _{12}(R)}、{\displaystyle R_{13}=\phi _{13}(R)}、{\displaystyle R_{23}=\phi _{23}(R)}である。

### 基底に関する表現
{\displaystyle A}がベクトル空間{\displaystyle V}上の自己準同型代数 {\displaystyle {\text{End}}(V)}である場合、{\displaystyle V}の基底{\displaystyle \{e_{i}\}}に対し、{\displaystyle R\in {\text{End}}(V)\otimes {\text{End}}(V)\cong {\text{End}}(V\otimes V)}の成分は{\displaystyle R_{ij}^{kl}}（{\displaystyle e_{i}\otimes e_{j}\mapsto e_{k}\otimes e_{l}}に対応）と表される。パラメータを省略し、{\displaystyle e_{a}\otimes e_{b}\otimes e_{c}\mapsto e_{d}\otimes e_{e}\otimes e_{f}}に対応する成分は以下である：
{\displaystyle (R_{12})_{ij}^{de}(R_{13})_{ak}^{if}(R_{23})_{bc}^{jk}=(R_{23})_{jk}^{ef}(R_{13})_{ic}^{dk}(R_{12})_{ab}^{ij}.}

## 別の形式とブレイド群の表現
{\displaystyle V}を{\displaystyle A}の加群とし、{\displaystyle P:V\otimes V\to V\otimes V}を{\displaystyle P(x\otimes y)=y\otimes x}を満たす線型写像とする。{\displaystyle {\check {R}}(u,u')=P\circ R(u,u')}を定義すると、ヤン・バクスター方程式は以下の代替形式で表される：
{\displaystyle (\mathbf {1} \otimes {\check {R}}(u_{1},u_{2}))({\check {R}}(u_{1},u_{3})\otimes \mathbf {1} )(\mathbf {1} \otimes {\check {R}}(u_{2},u_{3}))=({\check {R}}(u_{2},u_{3})\otimes \mathbf {1} )(\mathbf {1} \otimes {\check {R}}(u_{1},u_{3}))({\check {R}}(u_{1},u_{2})\otimes \mathbf {1} ).}
パラメータ非依存の場合、{\displaystyle {\check {R}}}がパラメータに依存しないとき、方程式は以下に簡約される：
{\displaystyle (\mathbf {1} \otimes {\check {R}})({\check {R}}\otimes \mathbf {1} )(\mathbf {1} \otimes {\check {R}})=({\check {R}}\otimes \mathbf {1} )(\mathbf {1} \otimes {\check {R}})({\check {R}}\otimes \mathbf {1} ).}
{\displaystyle R}が可逆であれば、ブレイド群 {\displaystyle B_{n}}の群表現を{\displaystyle V^{\otimes n}}上に構成できる。ここで、{\displaystyle \sigma _{i}=1^{\otimes i-1}\otimes {\check {R}}\otimes 1^{\otimes n-i-1}}（{\displaystyle i=1,\dots ,n-1}）とする。この表現は、組み紐、結び目、リンク (結び目理論)の準不変量を決定するのに使用される。

## 対称性
ヤン・バクスター方程式の解は、しばしばリー群{\displaystyle G}の作用下で{\displaystyle R}行列が不変である条件で制約される。たとえば、{\displaystyle G=GL(V)}かつ{\displaystyle R(u,u')\in {\text{End}}(V\otimes V)}の場合、{\displaystyle {\text{End}}(V\otimes V)}の{\displaystyle G}不変な写像は恒等写像{\displaystyle I}と置換写像{\displaystyle P}のみである。この場合、{\displaystyle R}行列は{\displaystyle R(u,u')=A(u,u')I+B(u,u')P}（{\displaystyle A,B}はスカラー関数）の形で表される。
パラメータ依存性は同次であり、{\displaystyle R'(u_{i},u_{j})=f(u_{i},u_{j})R(u_{i},u_{j})}（{\displaystyle f}はスカラー関数）と定義しても、{\displaystyle R'}はヤン・バクスター方程式を満たす。
引数の空間自体に対称性が存在する場合もある。たとえば、並進不変性は{\displaystyle (u,u')}の依存が並進不変な差{\displaystyle u-u'}にのみ依存することを要求し、尺度不変性は{\displaystyle R}が尺度不変な比{\displaystyle u/u'}の関数であることを要求する。

## パラメータ化と例
一般的な解法として、差の性質{\displaystyle R(u,u')=R(u-u')}（{\displaystyle R}が単一の加法パラメータに依存）を仮定する。対数を取ると、{\displaystyle R(u,u')=R(u/u')}（乗法パラメータ）となる。この場合、ヤン・バクスター方程式は2つの自由パラメータに簡約され、計算が容易になる：
{\displaystyle R_{12}(u)R_{13}(u+v)R_{23}(v)=R_{23}(v)R_{13}(u+v)R_{12}(u),}
乗法パラメータの場合、以下となる：
{\displaystyle R_{12}(u)R_{13}(uv)R_{23}(v)=R_{23}(v)R_{13}(uv)R_{12}(u).}
ブレイド形式では、以下のようになる：
{\displaystyle (\mathbf {1} \otimes {\check {R}}(u))({\check {R}}(u+v)\otimes \mathbf {1} )(\mathbf {1} \otimes {\check {R}}(v))=({\check {R}}(v)\otimes \mathbf {1} )(\mathbf {1} \otimes {\check {R}}(u+v))({\check {R}}(u)\otimes \mathbf {1} ),}
{\displaystyle (\mathbf {1} \otimes {\check {R}}(u))({\check {R}}(uv)\otimes \mathbf {1} )(\mathbf {1} \otimes {\check {R}}(v))=({\check {R}}(v)\otimes \mathbf {1} )(\mathbf {1} \otimes {\check {R}}(uv))({\check {R}}(u)\otimes \mathbf {1} ).}
一部の{\displaystyle R(u)}の行列式は特定のスペクトルパラメータ{\displaystyle u=u_{0}}でゼロになり、1次元射影子となる場合がある。この場合、量子行列式が定義可能である。

### パラメータ依存の例
- パラメータ非依存のヤン・バクスター方程式の解で{\displaystyle {\check {R}}^{2}=\mathbf {1} }を満たす場合、{\displaystyle {\check {R}}(u)=\mathbf {1} +u{\check {R}}}（または{\displaystyle R(u)=P+uP\circ {\check {R}}}）は加法パラメータ依存の解となる。{\displaystyle {\check {R}}=P}かつ{\displaystyle R(u)=P+u\mathbf {1} }の場合、これはハイゼンベルク模型 (量子)（英語版）の散乱行列を与える。
- 量子群{\displaystyle U_{q}({\widehat {sl}}(2))}の評価加群の{\displaystyle R}行列は、以下の行列で与えられる：

```
 :

  

    

      

        

          

            

              
R

              
ˇ

            

          

        

        
(

        
z

        
)

        
=

        

          

            
(

            

              

                

                  
q

                  
z

                  
−

                  

                    
q

                    

                      
−

                      
1

                    

                  

                  

                    
z

                    

                      
−

                      
1

                    

                  

                

                

                

                

              

              

                

                

                  
q

                  
−

                  

                    
q

                    

                      
−

                      
1

                    

                  

                

                

                  
z

                  
−

                  

                    
z

                    

                      
−

                      
1

                    

                  

                

                

              

              

                

                

                  
z

                  
−

                  

                    
z

                    

                      
−

                      
1

                    

                  

                

                

                  
q

                  
−

                  

                    
q

                    

                      
−

                      
1

                    

                  

                

                

              

              

                

                

                

                

                  
q

                  
z

                  
−

                  

                    
q

                    

                      
−

                      
1

                    

                  

                  

                    
z

                    

                      
−

                      
1

                    

                  

                

              

            

            
)

          

        

        
.

      

    

    
{\displaystyle {\check {R}}(z)={\begin{pmatrix}qz-q^{-1}z^{-1}&&&\\&q-q^{-1}&z-z^{-1}&\\&z-z^{-1}&q-q^{-1}&\\&&&qz-q^{-1}z^{-1}\end{pmatrix}}.}

  

 この場合、乗法パラメータのヤン・バクスター方程式（ブレイド形式）が満たされる：
 :

  

    

      

        
(

        

          
1

        

        
⊗

        

          

            

              
R

              
ˇ

            

          

        

        
(

        
z

        
)

        
)

        
(

        

          

            

              
R

              
ˇ

            

          

        

        
(

        
z

        

          
z

          
′

        

        
)

        
⊗

        

          
1

        

        
)

        
(

        

          
1

        

        
⊗

        

          

            

              
R

              
ˇ

            

          

        

        
(

        

          
z

          
′

        

        
)

        
)

        
=

        
(

        

          

            

              
R

              
ˇ

            

          

        

        
(

        

          
z

          
′

        

        
)

        
⊗

        

          
1

        

        
)

        
(

        

          
1

        

        
⊗

        

          

            

              
R

              
ˇ

            

          

        

        
(

        
z

        

          
z

          
′

        

        
)

        
)

        
(

        

          

            

              
R

              
ˇ

            

          

        

        
(

        
z

        
)

        
⊗

        

          
1

        

        
)

        
.

      

    

    
{\displaystyle (\mathbf {1} \otimes {\check {R}}(z))({\check {R}}(zz')\otimes \mathbf {1} )(\mathbf {1} \otimes {\check {R}}(z'))=({\check {R}}(z')\otimes \mathbf {1} )(\mathbf {1} \otimes {\check {R}}(zz'))({\check {R}}(z)\otimes \mathbf {1} ).}

  

```

### 解の分類
ヤン・バクスター方程式の解は、大きく分けて有理型、三角型、楕円型の3つに分類される。これらはそれぞれヤンギアン、アフィン量子群、楕円代数に関連する。

## 集合論的ヤン・バクスター方程式
ウラジミール・ドリンフェルトは集合論的解を研究した。この場合、ベクトル空間{\displaystyle V}の{\displaystyle R}行列不変な基底{\displaystyle X}が存在し、{\displaystyle V\otimes V}の誘導基底を自身に写す。これにより、{\displaystyle R}行列は基底上で制限された写像{\displaystyle r:X\times X\to X\times X}を誘導する。集合論的ヤン・バクスター方程式は、上記の「ねじれた」代替形式を用いて定義され、{\displaystyle X\times X\times X}上の写像として以下を主張する：
{\displaystyle (id\times r)(r\times id)(id\times r)=(r\times id)(id\times r)(r\times id).}
この方程式は、集合の圏における純粋な方程式として扱える。

### 例
- {\displaystyle R=id}。
- {\displaystyle R=\tau }（{\displaystyle \tau (u\otimes v)=v\otimes u}、転置写像）。
- {\displaystyle (X,\triangleleft )}が（右）棚 (代数)（英語版）である場合、{\displaystyle r(x,y)=(y,x\triangleleft y)}は集合論的ヤン・バクスター方程式の解となる。

## 古典的ヤン・バクスター方程式
アレクサンダー・ベラヴィンとドリンフェルトは古典的ヤン・バクスター方程式の解を研究し、部分的に分類した。「古典的{\displaystyle r}行列」{\displaystyle r:V\otimes V\to V\otimes V}（パラメータ{\displaystyle (u,v)}に依存する場合もある）に対し、古典的ヤン・バクスター方程式は以下である（パラメータを省略）：
{\displaystyle [r_{12},r_{13}]+[r_{12},r_{23}]+[r_{13},r_{23}]=0.}
これは{\displaystyle r}行列に関する2次方程式であり、通常の量子ヤン・バクスター方程式（{\displaystyle R}に関する3次方程式）とは異なる。
この方程式は、量子ヤン・バクスター方程式の準古典的解から現れる。すなわち、{\displaystyle R}行列が拡張パラメータ{\displaystyle \hbar }に関する漸近展開{\displaystyle R_{\hbar }=I+\hbar r+{\mathcal {O}}(\hbar ^{2})}を持つ場合、量子ヤン・バクスター方程式の{\displaystyle \hbar ^{2}}の係数から古典的ヤン・バクスター方程式が得られる（{\displaystyle \hbar ^{0},\hbar }の次数では自明に成り立つ）。